# Ramaria luteoflaccida
Ramaria luteoflaccida är en svampart som beskrevs av Corner 1950. Ramaria luteoflaccida ingår i släktet Ramaria och familjen Gomphaceae.   Inga underarter finns listade i Catalogue of Life.